# 平岩親吉
平岩親吉（日语：／ Hiraiwa Chikayoshi，1542年—1611年2月1日）日本戰國時代至江戶時代初期武將、大名。上野廄橋藩主，後改為尾張犬山藩主。有一養子松平仙千代。
協助德川家康建立霸業有功，德川十六神將其中一人。據說是《三河後風土記》作者，但事實並非如此。

## 生涯
天文11年（1542）平岩親重所生第二子，德川家康為今川義元人質時從之。天文16年（1547）以小姓身份被送往駿府城。
永祿元年（1558）初陣。有家康深厚信任感，三河遠江平定戰立有戰功，就此擔任家康長子松平信康元服補佐工作。天正7年（1579）織田信長要求信康自殺後選擇蟄居。後來得到家康允許，以直臣身份復職。
天正10年（1582）織田信長橫死於本能寺之變，家康於隔年（1583）平定甲斐，命親吉著手建造甲府城且對於郡代的武田氏遺臣進行慰撫。親吉同時盡力於領內經營。天正18年（1590）小田原征伐戰功顯赫，跟從家康移封關東地區，被給予廄橋3萬3000石。在關原之戰中，平岩親吉逗留在上野國廐橋，監視關東地區以及防止上杉景勝南下。
慶長6年（1601）再度返回甲斐，給予甲府6萬3000石。慶長8年（1603）養子松平仙千代的弟弟德川義直準備執政，封給親吉甲斐25萬石，慶長12年（1607）做為義直家老的親吉被轉封為尾張犬山藩主，領有12萬3000石。
慶長16年（1612）12月30日，親吉在名古屋城死去，享年70。由於沒有親生子以及仙千代不久死去，在此之前表示死後將遺領交給義直。

## 登場作品
影視劇
- 德川家康（1983年、NHK大河劇、演：真鍋敏→宗近晴見（日语：宗近晴見））
- 信長KING OF ZIPANGU（1992年、NHK大河劇、演：小野進也）
- 徳川武芸帳 柳生三代の剣（日语：徳川武芸帳 柳生三代の剣）（1993年、東京電視台、演：大林丈史）
- 德川家康與三個女子（日语：徳川家康と三人の女）（2008年、朝日電視台、演：真砂皓太）
- 真田丸（2016年、NHK大河劇、演：東武志）
- 女城主 直虎（2017年、NHK大河劇、演：茂呂師岡）
- 怎麼辦家康（2023年、NHK大河劇、演：岡部大）